# Trym

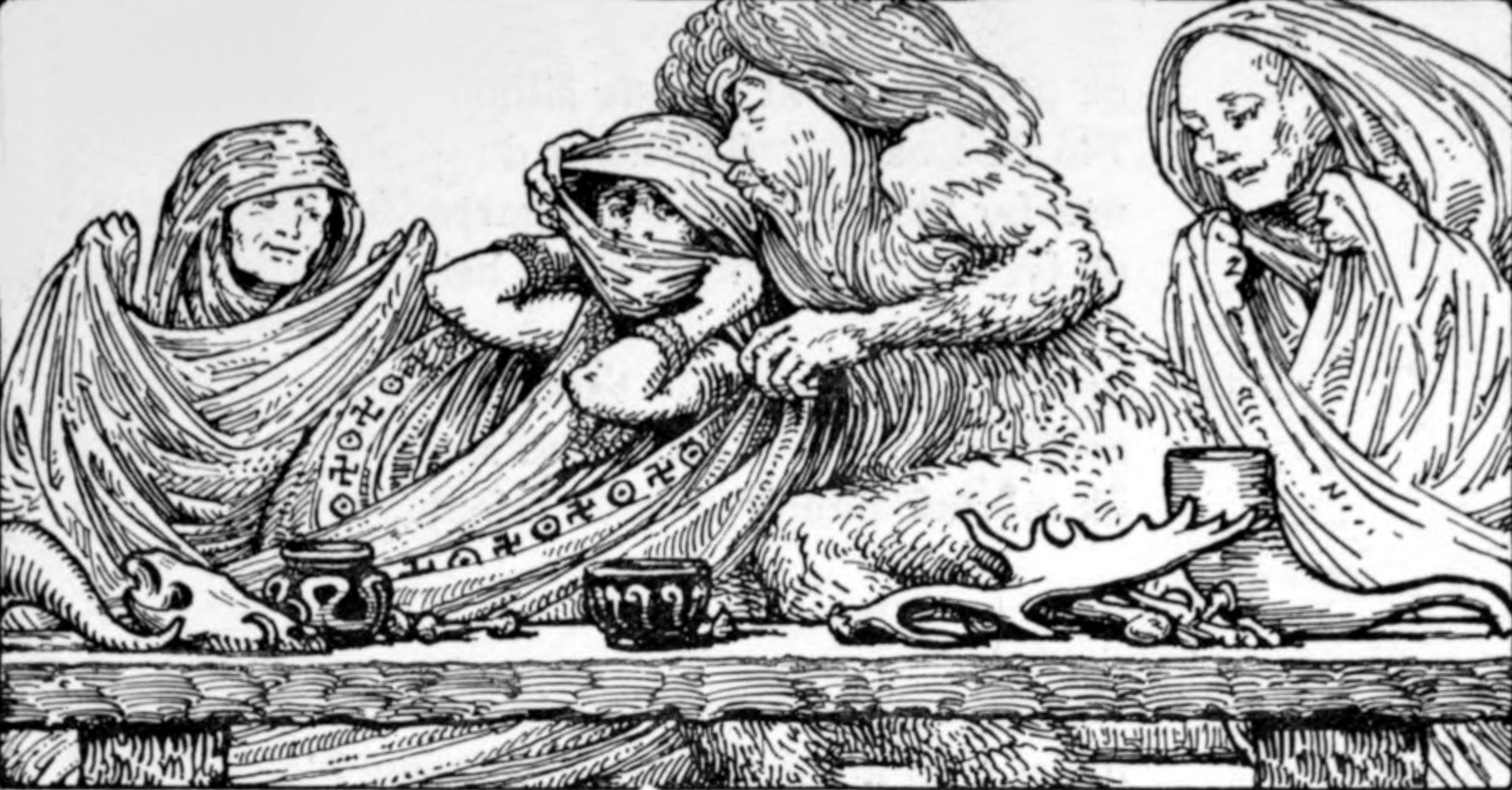
Tor utklädd till Freja, med Torssymboler på tyget.

Trym var en jätte i nordisk mytologi. Han stal Tors hammare Mjölner och krävde att som lösen få gudinnan Freja till brud. Tor anländer till bröllopet förklädd till gudinnan, tar tillbaka sitt välkända attribut och dräper Trym.
Trymskvädet eller Kvädet om Trym, fornvästnordiska Þrymskviða, är en dikt ur den Poetiska Eddan, som finns bevarad i Codex Regius och som återger denna historia. Motivet finns även i nordiska folkvisor från 1500-talet, bland annat i den svenska folkvisan Hammarhämtningen.